# 生田宏一
生田 宏一（いくた こういち、1905年（明治38年）9月8日 - 1982年（昭和57年）9月15日）は、日本の政治家。衆議院議員（4期）。

## 経歴
徳島県名西郡石井村石井で生田和平の息子として生まれる。徳島県立徳島中学校を卒業。
1935年（昭和10年）、徳島県会議員に当選。父の後継として1953年（昭和28年）、第26回衆議院議員総選挙に徳島県全県区から立候補し初当選。以来、1963年（昭和38年）まで4期を務める。
1958年（昭和33年）に第2次岸内閣で労働政務次官、1962年（昭和37年）に第2次池田第2次改造内閣で防衛政務次官を歴任した。
1975年（昭和50年）11月の秋の叙勲で勲八等から勲二等に叙され、瑞宝章を受章する。
1982年（昭和57年）9月15日、死去した。77歳没。同月17日、特旨を以て位記を追賜され、死没日付をもって従四位に叙された。